# Pape Samba Ba
Pape Samba Ba (ur. 1 marca 1982 w Saint Louis, Senegalu) – senegalski piłkarz grający na pozycji obrońcy, reprezentant kraju.

## Kariera piłkarska

### Początki kariery
Pape Samba Ba karierę rozpoczął w Jeanne d’Arc Dakar w którym grał w latach 2002–2004. Następnie w latach 2004–2005 był zawodnikiem klubów ligi azerskiej: FK Şəmkir (2004) i Karvan Yevlax (2005).

### Kariera w Polsce
Na początku sezonu 2005/2006, w I rundzie Pucharu Intertoto Karvan Yevlax zmierzył się z Lechem Poznań, który wygrał rywalizację (2:1, 2:0), tym samym awansując do następnej rundy, natomiast Samba Ba wkrótce został zawodnikiem drużyny Kolejorza, w barwach którego zadebiutował 26 sierpnia 2005 roku w bezbramkowo zremisowanym meczu domowym z Koroną Kielce, w którym w 59. minucie zastąpił Tomasza Iwana. Z klubu odszedł po sezonie 2005/2006, w którym rozegrał 23 mecze (18 meczów ligowych, 5 meczów w Pucharze Polski).
Po odejściu z drużyny Kolejorza przez pół roku pozostawał bez klubu do czasu, gdy na początku 2007 roku został zawodnikiem występującego wówczas w II lidze Górnika Polkowice, który w sezonie 2006/2007 został zdegradowany do IV ligi.
W grudniu 2007 roku wrócił do II ligi po podpisaniu kontraktu z Odrą Opole, w której szybko stał się jednym z najlepszych zawodników. Podczas pobytu w drużynie Niebiesko-Czerwonych często spotykał się z przypadkami rasizmu. Pierwszy raz z jej przejawami spotkał się w marcu 2008 roku na Zaodrzu, gdyż napadli na niego czterej bandyci, ale zawodnik postawił się im, a napastnicy uciekli. Najsłynniejszy przypadek miał miejsce 4 maja 2008 roku podczas meczu wyjazdowego z GKS Katowice (1:1), gdy po żółtej kartce kibice drużyny GieKSy wydawali w kierunku niego odgłosy małp, aż w końcu zawodnik nie wytrzymał i pokazał im gest Kozakiewicza za co dostał czerwoną kartkę i został wykluczony na dwa mecze, natomiast GKS Katowice kilka dni później został ukarany grzywną 5 000 złotych. Z przejawami niechęci spotkał się także 20 września 2008 roku podczas domowego meczu ligowego z Koroną Kielce (2:0) oraz 23 września 2008 roku podczas domowego meczu z Polonią Bytom (2:0) w ramach Pucharu Polski 2008/2009. 28 listopada 2008 roku, został napadnięty pod budynkiem klubu, przez dwóch napastników. Incydent skończył się obdukcją lekarską w szpitalu oraz zgłoszeniem sprawy na policję, a jeden z napastników został wkrótce ujęty.
Na początku 2009 roku został zawodnikiem Znicza Pruszków, gdzie nie udało mu się wywalczyć miejsca w podstawowym składzie. 17 lipca 2010 roku został piłkarzem Pogoni Siedlce. 7 lutego 2011 roku rozwiązał kontrakt z klubem za porozumieniem stron. 17 lutego 2011 roku podpisał 1,5 roczny kontrakt z KSZO Ostrowiec Świętokrzyski. 30 marca 2012 roku odszedł z klubu.

## Kariera reprezentacyjna
Pape Samba Ba w latach 2005–2006 w reprezentacji Senegalu rozegrał 7 meczów.